# رستاق (داراب)
رستاق، شهری در بخش رستاق شهرستان داراب در استان فارس ایران است. که حفر چاه های غیر مجاز روستای پشت کوه به باعث خشک شدن بسیاری از چشمه های این شهر شده است این شهر، مرکز بخش رستاق است.

## جمعیت
بر پایه سرشماری عمومی نفوس و مسکن در سال ۱۳۹۵، جمعیت شهر رستاق برابر با ۳٬۵۹۸ نفر (۹۸۰ خانوار) بوده‌است.